# Electrophaes interruptata
Electrophaes interruptata là một loài bướm đêm trong họ Geometridae.